# Menon von Pharsalos
Menon von Pharsalos (griechisch Μένων Ménōn, auch Menon von Thessalien und – irrig – Menon von Larisa genannt; * um 423 v. Chr.; † 400 v. Chr.) war ein thessalischer Truppenkommandeur. Er beteiligte sich als Söldnerführer am Aufstand des persischen Thronprätendenten Kyros gegen dessen älteren Bruder, den Großkönig Artaxerxes II. Als dieser Feldzug scheiterte, geriet Menon in Gefangenschaft. Später wurde er hingerichtet. Bekannt ist er vor allem als Gesprächsteilnehmer in einem nach ihm benannten literarischen Dialog Platons.

## Herkunft
Menon war vornehmer Herkunft. Von seinem Vater ist nur bekannt, dass er Alexidemos hieß. Seine Familie war reich, sie hatte ihr Machtzentrum in ihrer Heimatstadt Pharsalos und gehörte traditionell zu den führenden Geschlechtern Thessaliens. Mit dem persischen Herrscherhaus der Achämeniden war sie durch Gastfreundschaft verbunden. Zugleich unterhielt sie gute Beziehungen zu politischen Kreisen Athens. Bereits 476 v. Chr. kam ein Menon von Pharsalos („Menon I.“) dem athenischen Feldherrn Kimon bei dessen Angriff auf Eion am Strymon zu Hilfe und erhielt zum Dank das attische Bürgerrecht. Ein weiterer Menon von Pharsalos („Menon II.“), wohl ein Nachkomme von Kimons Verbündetem, führte den Athenern 431 v. Chr. – zu Beginn des Peloponnesischen Krieges – thessalische Reiter zu. Vielleicht war dieser Menon der Großvater oder ein Onkel des gleichnamigen Söldnerführers („Menon III.“), des Sohnes des Alexidemos.

## Leben

### Jugend in Griechenland
Der junge Menon wurde wegen seiner Schönheit in homoerotischen Kreisen geschätzt. Er war ein enger Vertrauter des mächtigen thessalischen Politikers Aristippos von Larisa, zu dem er eine erotische Beziehung hatte. Aristippos war gegen Ende des 5. Jahrhunderts der profilierteste Repräsentant des Adelsgeschlechts der Aleuaden, das sein Machtzentrum in der Stadt Larisa hatte und in der thessalischen Politik seit langem eine maßgebliche Rolle spielte.
Menon war ebenso wie Aristippos ein Bewunderer des berühmten, aus Sizilien stammenden Sophisten Gorgias, der sich einige Zeit als Lehrer der Rhetorik in Larisa aufhielt. Die beiden Thessalier gehörten zu den Vornehmen, die dort an seinem Unterricht teilnahmen. Gorgias verbreitete mit großem Erfolg seine Lehren über die Kunst der Überzeugung und gewann in Thessalien zahlreiche Anhänger.
Lykophron, der Machthaber der bedeutenden thessalischen Stadt Pherai, versuchte ganz Thessalien unter seine Herrschaft zu bringen. Im September 404 v. Chr. besiegte er seine Gegner, zu denen die Aleuaden von Larisa gehörten, und fügte ihnen in der Schlacht schwere Verluste zu. Die von der militärischen Niederlage geschwächten Aleuaden und ihr Verbündeter Menon mussten möglicherweise zeitweilig ins Exil gehen.
Nach dieser Verschiebung der Machtverhältnisse in Thessalien kam der junge Menon 403/402 mit einem Gefolge von Sklaven nach Athen. Wahrscheinlich war er mit der diplomatischen Mission beauftragt, dort Unterstützung für die Aleuaden und deren Verbündete zu mobilisieren. Sein Gastgeber war der Politiker Anytos, der später zu den Anklägern des Sokrates gehörte.
Aristippos fand Hilfe bei Kyros, dem jüngeren Bruder des seit 404 im Perserreich regierenden Großkönigs Artaxerxes II. Kyros war damals Satrap (Provinzgouverneur) von Lydien, Großphrygien und Kappadokien sowie Oberbefehlshaber der kleinasiatischen Truppen des Perserreichs. Er plante einen Aufstand gegen seinen Bruder, dem er die Herrschaft entreißen wollte. Die Lage in Thessalien bot ihm eine Gelegenheit, Söldner anwerben zu lassen, ohne bei Artaxerxes Verdacht zu erregen. Zu diesem Zweck gab er Aristippos den Sold für viertausend Söldner auf sechs Monate unter der Bedingung, vorerst keinen Frieden mit der Gegenseite zu schließen, sondern das Heer bis auf Weiteres in Bereitschaft zu halten.

### Söldnerführer in Asien
In der letzten Phase der Vorbereitungen für den persischen Bürgerkrieg gab Kyros Aristippos die Anweisung, in Thessalien Frieden zu schließen und ihm die Söldner zur Verfügung zu stellen. Darauf schickte ihm Aristippos im Jahr 401 ein Söldnerheer unter dem Kommando Menons. Menon traf mit tausend Hopliten (Schwerbewaffneten) und fünfhundert Peltasten (Leichtbewaffneten) in der Stadt Kolossai in Phrygien ein, wo sich Kyros aufhielt. Von dort zogen die Aufständischen, denen sich noch weitere griechische Truppen anschlossen, in den Krieg gegen Artaxerxes II.
Menon übernahm mit seinen Söldnern den Schutz der kilikischen Herrschersgattin („Königin“) Epyaxa, die sich nach einem längeren Aufenthalt beim Rebellenheer auf die Heimreise nach Kilikien begab. Epyaxa war dem vorrückenden Kyros entgegengereist und hatte ihm bedeutende Geldmittel übergeben. Das Herrschaftsgebiet ihres Mannes musste von der Streitmacht der Aufständischen durchquert werden. Für Kyros ging es darum, einen friedlichen Durchmarsch durch Kilikien zu bewerkstelligen, denn eigentlich war Epyaxas Gatte, der Dynast („König“) Syennesis, als Vasall des Großkönigs verpflichtet, den Aufständischen militärisch Widerstand zu leisten. Für die Vorbereitung eines möglichst reibungslosen Einmarsches in Kilikien sollte Menon sorgen. Es erwies sich als einfach, den wenig kampflustigen kilikischen Machthaber vom Widerstand abzuhalten. Bei der Ausführung dieses Auftrags verlor Menon jedoch unter unklaren Umständen hundert Schwerbewaffnete, die vielleicht beim Plündern von Kilikiern getötet wurden. Um sich für den Tod ihrer Kameraden zu rächen, plünderten seine Söldner die Stadt Tarsos, in der Syennesis residierte, und dessen Schloss. Als Kyros in Tarsos eintraf, gelang es ihm dennoch, ein Einvernehmen mit Syennesis zu erzielen, wobei Epyaxa vermittelte.
Kyros hatte seinen Truppen zunächst das wahre Ziel des Feldzugs verheimlicht und vorgetäuscht, es gehe nur um eine Strafexpedition nach Pisidien. Als die Söldner im Verlauf des Vormarsches merkten und später auch offiziell erfuhren, worauf das Unternehmen tatsächlich abzielte, meuterten sie. Menon gelang es, seine Söldner bei der Stange zu halten, indem er ihnen besondere Vergünstigungen in Aussicht stellte, falls sie als erste den Euphrat überquerten, noch bevor die anderen Griechen ihre Entscheidung trafen. Sie ließen sich überzeugen und führten zur Freude des Kyros den Befehl aus. Darauf durchquerte Kyros selbst den Fluss, was wegen des niedrigen Wasserstandes ausnahmsweise ohne Schiffe möglich war, und das ganze übrige Heer folgte ihm.
Unterwegs kam es zu einer Konfrontation zwischen Menons Söldnern und denen des mit ihm rivalisierenden Kommandeurs Klearchos, wobei Klearchos von Menons Leuten fast gesteinigt wurde. Erst das persönliche Eingreifen des Kyros konnte die Situation entspannen und Blutvergießen verhindern.
Artaxerxes II. war von dem Aufstand überrascht worden und setzte dem gegnerischen Vormarsch zunächst keinen wirksamen Widerstand entgegen. Erst bei Kunaxa im Gebiet von Babylon, tief im Inneren des Perserreichs, stießen die vorrückenden Aufständischen auf ein Heer des Großkönigs, das von diesem persönlich befehligt wurde. In der Schlacht bei Kunaxa kommandierte Menon den (weniger angesehenen) linken Flügel des Rebellenheeres. Kyros fand im Kampf den Tod. Damit war der Feldzug faktisch gescheitert, obwohl die Aufständischen bei Kunaxa keine Niederlage erlitten hatten, sondern im Schlachtverlauf ihre überlegene Kampfkraft demonstriert hatten.
Nach der Schlacht waren die griechischen Söldner des getöteten Kyros, obwohl sie unbesiegt waren, in einer sehr schwierigen Lage. Ihnen drohte die Gefahr, eingekesselt, von Nachschub abgeschnitten und aufgerieben zu werden. Sie boten nun dem persischen Adligen Ariaios, einem Freund und Truppenführer des Kyros, den persischen Thron an, um den Feldzug gegen Artaxerxes unter ihm als neuem Oberbefehlshaber fortzusetzen. Zu der Delegation, die sie zu ihm schickten, um ihn von ihrem Vorschlag zu überzeugen, gehörte Menon. Menon war ein Vertrauter und Gastfreund des Ariaios, der außerdem an dem jungen Thessalier erotisch interessiert gewesen sein soll. Als Ariaios den Vorschlag ablehnte, kehrten die Abgesandten zurück, mit Ausnahme von Menon, der bei seinem Freund blieb.
Ariaios stand mit dem Satrapen Tissaphernes, dem Hauptorganisator von Artaxerxes’ militärischem Widerstand gegen die Rebellion, in Kontakt und traf in Begleitung Menons mit ihm zusammen. Der Verlauf dieser Verhandlungen ist unbekannt. Der Geschichtsschreiber Ktesias behauptet, Menon habe als Verräter mit Tissaphernes zusammengearbeitet, um seine Kameraden den Persern auszuliefern.
Auch die Söldner verhandelten mit Tissaphernes. Bei ihnen nahm nun der Truppenführer Klearchos, Menons Rivale, die Stellung des Oberkommandierenden ein. Klearchos und Tissaphernes einigten sich darauf, dass beide Seiten enthüllen sollten, wer Verrat geübt und Verleumdungen vorgebracht hatte und mit der jeweiligen Gegenseite im Bunde stand. Zu diesem Zweck sollte Klearchos mit seinen Kommandeuren das Quartier des Tissaphernes aufsuchen. In der Vereinbarung mit dem führenden Vertreter der Gegenseite sah Klearchos eine Gelegenheit, Menon zu entlarven, denn er hatte von dessen Gespräch mit Tissaphernes erfahren und verdächtigte ihn des Verrats. Fünf griechische Feldherren, darunter Klearchos und Menon, begaben sich mit zwanzig weiteren Offizieren und rund zweihundert Mann zu dem vereinbarten Gespräch ins persische Lager. Als die fünf Feldherren das Zelt des Persers betraten, ließ er sie festnehmen; die übrigen Griechen, die draußen warteten, wurden getötet. Die fünf Gefangenen wurden zum Großkönig gebracht. Ariaios, der nun mit Tissaphernes zusammenarbeitete, begab sich zum griechischen Lager und behauptete gegenüber den Söldnern, Klearchos habe die Vereinbarung mit Tissaphernes gebrochen und einen Anschlag geplant, daher sei er getötet worden; zwei der fünf Feldherren, Proxenos und Menon, hätten den Anschlag enthüllt und stünden daher nun bei den Persern in hohen Ehren. Diese Geschichte fand aber bei den Griechen keinen Glauben.
Nach Xenophons Bericht wurde Menon von den Persern nicht wie die anderen vier gefangenen griechischen Söldnerführer enthauptet, sondern zunächst auf Anweisung des Großkönigs gefoltert; erst ein Jahr später soll er „wie ein Verbrecher“ gestorben sein, wohl an den Folgen der Folterung. Zum Zeitpunkt seines Todes war er etwa 23 Jahre alt.
Eine abweichende, unglaubwürdige Darstellung bieten die Geschichtsschreiber Ktesias und Diodor. Ihr zufolge wurde der gefangene Menon vom Großkönig als nützlicher Verräter verschont, nur die anderen Feldherren wurden getötet.

## Rolle in Platons literarischem Dialog

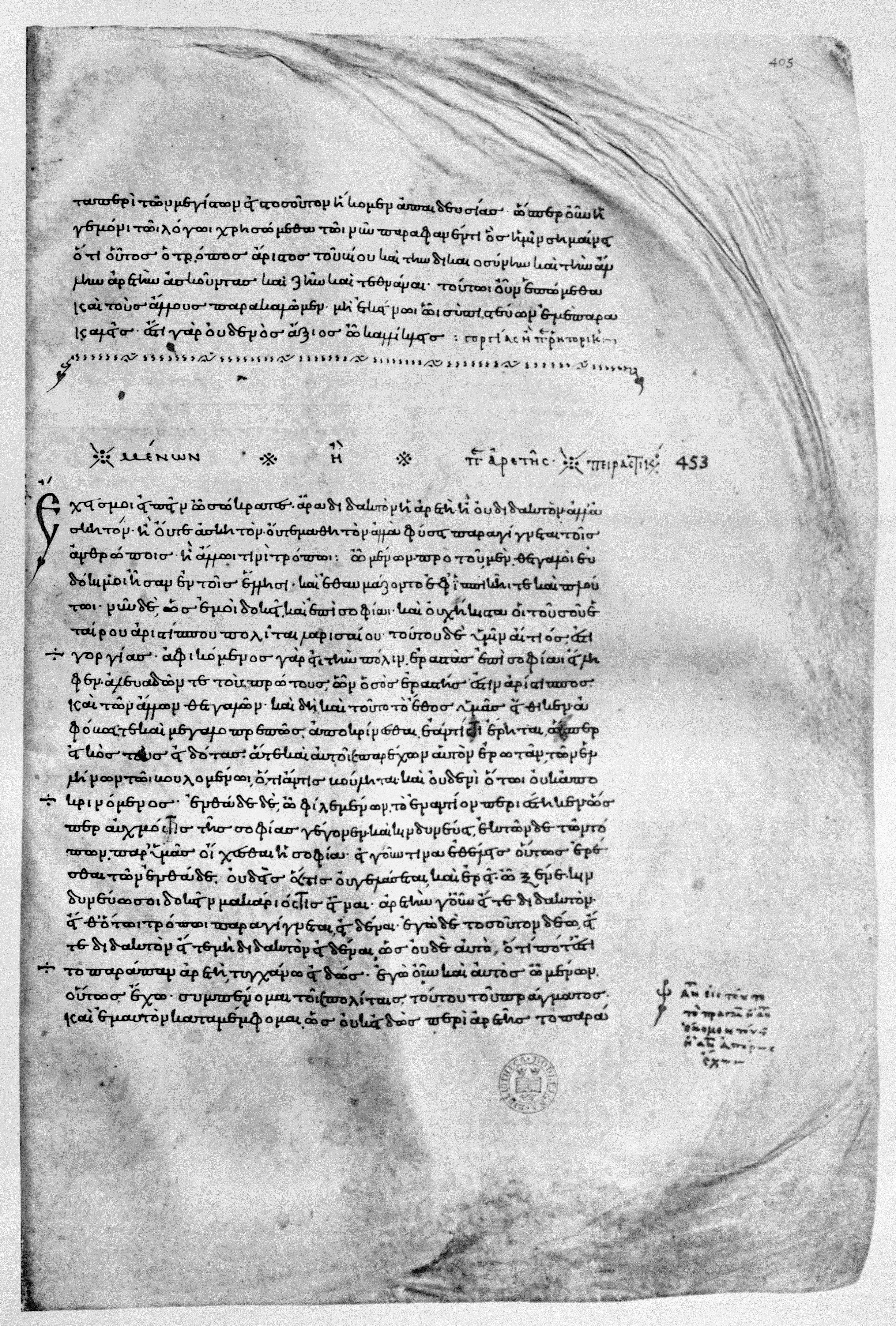
Der Anfang des Dialogs Menon in der ältesten erhaltenen mittelalterlichen Handschrift, dem 895 geschriebenen Codex Clarkianus

Die Handlung von Platons fiktivem Dialog Menon spielt sich während Menons Aufenthalt in Athen ab. Der junge Menon, umgeben von einem großen Gefolge von Sklaven, begegnet dem alten Philosophen Sokrates, dem Lehrer Platons. Er stellt ihm die Frage, ob Tugend erlernt werden könne, ob sie eingeübt werde oder angeboren sei. Mit Tugend (arete) ist nicht nur eine wünschenswerte moralische Eigenschaft gemeint, sondern Qualifikation in einem weiteren Sinne (Tüchtigkeit, Tauglichkeit für eine bestimmte Aufgabe, Vortrefflichkeit). Sokrates lenkt das Gespräch zunächst zur fundamentaleren Frage, was Tugend eigentlich ist. Hier verweist Menon auf Gorgias, den er für eine erstrangige Autorität hält, und geht von dessen Lehre aus. Verschiedene Definitionsvorschläge werden untersucht und erweisen sich als untauglich. Im zweiten Teil der Diskussion dreht sich die Debatte um das Problem der Lehrbarkeit von Tugend und um die Theorie des Lernens. Im dritten und letzten Teil geht es um die Frage, wie man Tugend erlangt. Der Dialog endet aporetisch, es gelingt nicht, eine befriedigende Lösung zu finden. Das bedeutet aber nicht, dass der Leser den Eindruck erhalten soll, die erörterten Probleme seien unlösbar. Das unbefriedigende Ergebnis hängt nicht nur mit der Schwierigkeit der Fragen zusammen, sondern auch mit Menons unzulänglicher Fähigkeit zu einem philosophischen Diskurs.

## Beurteilung in antiken Quellen
Die weitaus wichtigste Quelle ist die ausführliche Schilderung von Kyros’ Aufstand in der Anabasis des athenischen Geschichtsschreibers Xenophon, der an dem Feldzug teilnahm. Als Augenzeuge war Xenophon hervorragend informiert, doch wegen seiner offenkundigen und intensiven Feindschaft zu Menon muss mit Voreingenommenheit und Übertreibungen gerechnet werden. Xenophon befasst sich ausführlich mit Menons Charakter, über den er ein vernichtendes Urteil fällt.
Nach Xenophons Darstellung war Menon in erster Linie geldgierig und machte daraus kein Hehl. Macht und Ruhm erstrebte er zwar ebenfalls, aber nur als Mittel zu weiterer Vermehrung seines Reichtums. Die Freundschaft der Mächtigsten trachtete er zu erlangen, weil er ihre Protektion benötigte, um für seine Verbrechen nicht zur Rechenschaft gezogen zu werden. Seine Mittel waren Meineid, Lüge, Betrug und die Verleumdung seiner Rivalen. Ehrlichkeit betrachtete er als Dummheit. Die, die er seine Freunde nannte, pflegte er zu hintergehen. Respekt hatte er hingegen vor seinen Feinden und vor denen, die ihm ähnlich waren, da er sie nicht täuschen konnte und ihre Wachsamkeit für gefährlich hielt. Ferner deutet Xenophon an, dass er auch von Menons militärischer Qualifikation wenig hält. Er lässt durchblicken, Menon habe seine sexuelle Attraktivität genutzt, um bei Aristippos durchzusetzen, dass er trotz seiner Jugend und Unerfahrenheit das Kommando über die Söldner bekam.
Noch negativer als Xenophons Darstellung ist das Bild, das Ktesias entwirft. Ktesias war bei der Schlacht von Kunaxa als Arzt des Artaxerxes anwesend. Bei ihm ist Menon der Verräter, der im Einvernehmen mit Tissaphernes die Söldner heimtückisch überredet, die Delegation der fünf Feldherren ins persische Lager zu schicken, und damit die griechischen Befehlshaber vorsätzlich dem Feind ausliefert und ihren Tod verschuldet. Zur Belohnung für den Verrat wird er dann von den Persern verschont. Diese Version geht wohl auf einen mündlichen Bericht des von den Persern festgenommenen Feldherrn Klearchos zurück, den Ktesias befragen konnte. Auf ihr basieren die Angaben Plutarchs und Diodors. Auch Athenaios, der sich auf Xenophon beruft, führt den Tod der griechischen Feldherrn auf einen Verrat Menons zurück, obwohl sich diese Behauptung bei Xenophon nicht findet. Athenaios hat Informationen verwertet, die wahrscheinlich letztlich auf eine verlorene Schrift des Grammatikers Herodikos von Seleukia zurückgehen. Für den Redner und Philosophen Maximos von Tyros (spätes 2. Jahrhundert) steht ebenfalls fest, dass Menon diesen Verrat begangen hat.
In weniger ungünstigem Licht erscheint Menon bei Platon, der allerdings einen anderen Abschnitt des Lebens des Thessaliers im Blick hat als die Geschichtsschreiber. Platons Menon ist zumindest oberflächlich an Philosophie interessiert; er scheint sich um Erkenntnis zu bemühen und hat sogar schon unzählige Reden über die Tugend vor großem Publikum gehalten. Er ist aber nicht nur selbstbewusst, sondern auch überheblich und wirkt nicht scharfsinnig. Seine Meinung ist konventionell und unreflektiert, er argumentiert nicht konzentriert und ausdauernd. Einer tieferen Auseinandersetzung mit dem Thema des Dialogs weicht er aus. Mit der Darstellung von Menons Versagen will Platon auch dessen Lehrer Gorgias diskreditieren.